# Alessio 2001
Questa voce raccoglie le informazioni riguardanti l'Alessio nelle competizioni ufficiali della stagione 2001.

## Organico

### Staff tecnico
TM=Team Manager; DS=Direttore Sportivo.
|  | Naz.              | Ruolo | Sportivo         |  |  |  |
|  | ----------------- | ----- | ---------------- |  |  |  |
|  | Italia (bandiera) | GM    | Bruno Cenghialta |  |  |  |
|  | Italia (bandiera) | DS    | Dario Mariuzzo   |  |  |  |
|  | Italia (bandiera) | DS    | Valerio Tebaldi  |  |  |  |

### Rosa
|  | Naz.                  |  | Sportivo             | Anno |  |  |
|  | --------------------- |  | -------------------- | ---- |  |  |
|  | Svezia (bandiera)     |  | Niklas Axelsson      | 1972 |  |  |
|  | Italia (bandiera)     |  | Alessandro Bertolini | 1971 |  |  |
|  | Italia (bandiera)     |  | Stefano Casagranda   | 1973 |  |  |
|  | Italia (bandiera)     |  | Davide Casarotto     | 1971 |  |  |
|  | Italia (bandiera)     |  | Pietro Caucchioli    | 1975 |  |  |
|  | Italia (bandiera)     |  | Raffaele Ferrara     | 1976 |  |  |
|  | Italia (bandiera)     |  | Andrea Ferrigato     | 1969 |  |  |
|  | Italia (bandiera)     |  | Angelo Furlan        | 1977 |  |  |
|  | Jugoslavia (bandiera) |  | Saša Gajičić         | 1977 |  |  |
|  | Italia (bandiera)     |  | Ivan Gotti           | 1969 |  |  |
|  | Slovenia (bandiera)   |  | Martin Hvastija      | 1969 |  |  |
|  | Moldavia (bandiera)   |  | Ruslan Ivanov        | 1973 |  |  |
|  | Italia (bandiera)     |  | Endrio Leoni         | 1968 |  |  |
|  | Jugoslavia (bandiera) |  | Aleksandar Nikačević | 1978 |  |  |
|  | Italia (bandiera)     |  | Franco Pellizotti    | 1978 |  |  |
|  | Kazakistan (bandiera) |  | Aleksandr Šefer      | 1971 |  |  |
|  | Italia (bandiera)     |  | Paolo Valoti         | 1971 |  |  |
|  | Italia (bandiera)     |  | Alberto Vinale       | 1978 |  |  |
|  | Italia (bandiera)     |  | Flavio Zandarin      | 1975 |  |  |
|  | Italia (bandiera)     |  | Mauro Zanetti        | 1973 |  |  |

## Palmarès

### Corse a tappe
- Post Danmark Rundt

3ª tappa (Stefano Casagranda)
- Regio-Tour

2ª tappa, 2ª semitappa (Ruslan Ivanov)
- Vuelta a Aragón

2ª tappa (Davide Casarotti)
- Giro d'Italia

8ª tappa (Pietro Caucchioli)
17ª tappa (Pietro Caucchioli)
- Vuelta a Andalucía

2ª tappa (Aleksandr Šefer)
4ª tappa (Martin Hvastija)
- Settimana Ciclistica Lombarda

1ª tappa (Paolo Valoti)
- Volta Ciclista a Catalunya

6ª tappa (Ivan Gotti)
- Vuelta a Castilla y León

1ª tappa (Endrio Leoni)
- Vuelta Ciclista a Murcia

2ª tappa (Endrio Leoni)
- Volta ao Algarve

1ª tappa (Endrio Leoni)
2ª tappa (Endrio Leoni)
4ª tappa (Endrio Leoni)
Classifica generale (Andrea Ferrigato)
- Settimana Internazionale di Coppi e Bartali

2ª tappa (Ruslan Ivanov)
3ª tappa (Ruslan Ivanov)
Classifica generale (Ruslan Ivanov)
- Tour de Serbie

1ª tappa (Angelo Furlan)
2ª tappa (Angelo Furlan)
3ª tappa (Saša Gajičić)
Classifica generale (Saša Gajičić)
- Tour de Pologne

2ª tappa (Angelo Furlan)
- Giro d'Abruzzo

4ª tappa (Angelo Furlan)
5ª tappa (Angelo Furlan)
- Giro del Trentino

2ª tappa (Ruslan Ivanov)
- Tirreno-Adriatico

2ª tappa (Endrio Leoni)
8ª tappa (Endrio Leoni)

### Corse in linea
- Circuito de Getxo (Alessandro Bertolini)
- Grand Prix de la Ville de Rennes (Davide Casarotto)
- Rundt um den Flughafen Köln-Bonn (Davide Casarotto)
- Giro dell'Appennino (Aleksandr Šefer)
- Omloop Wase Scheldeboorden (Martin Hvastija)
- Scheldeprijs Vlaanderen (Endrio Leoni)